# Vadehavscentret

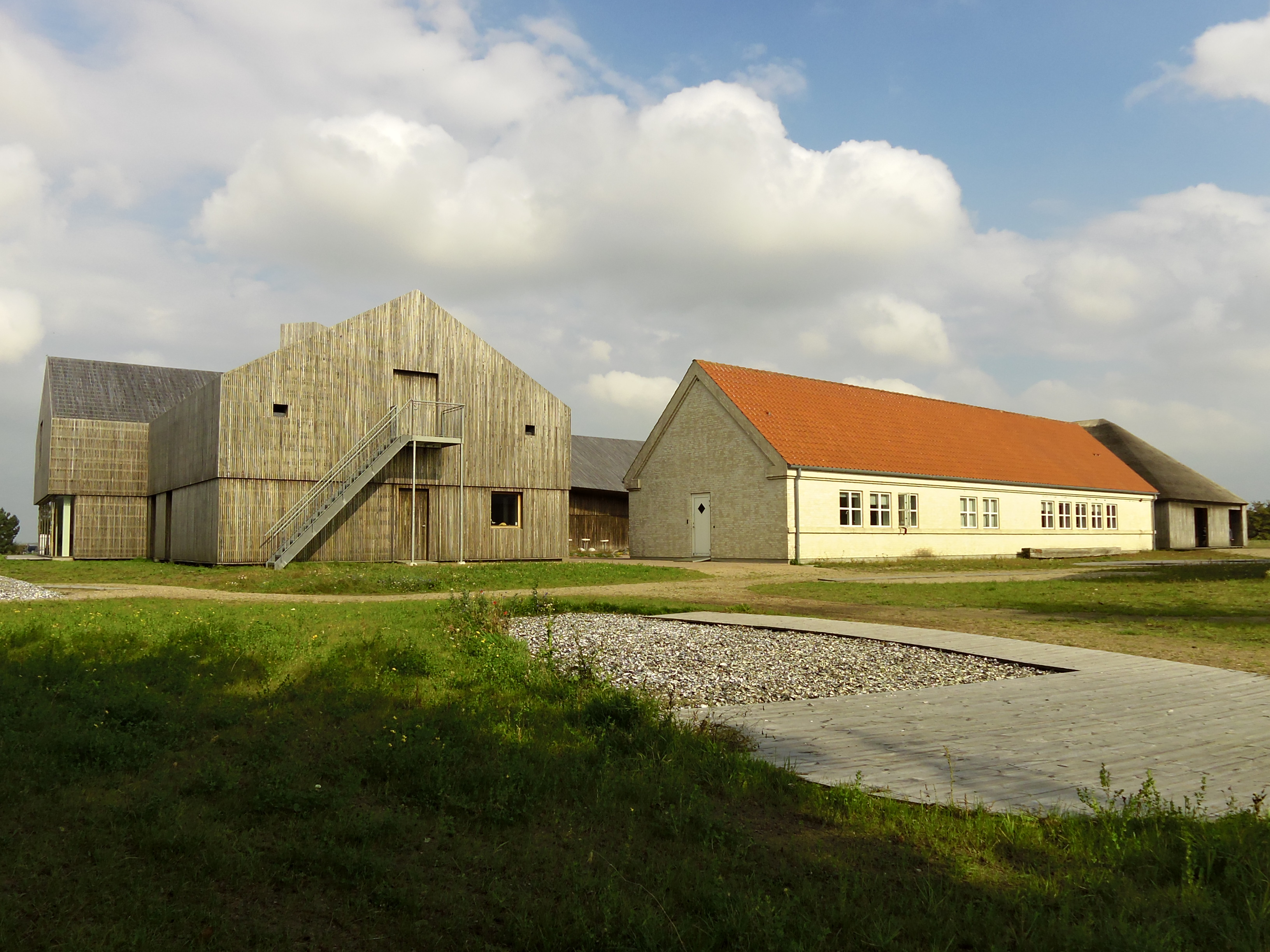
Vadehavscentret sett söderifrån efter ombyggnad 2017

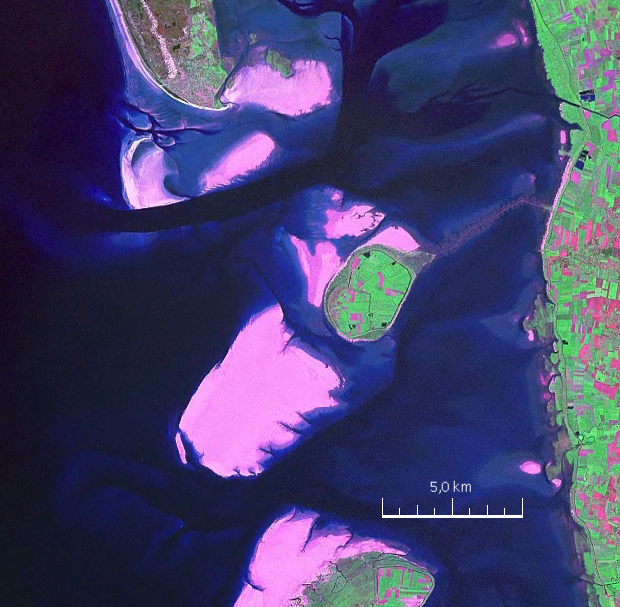
Marsklandskap och Vadehavet vid centret

Vadehavscentret vid Vester Vedsted sydväst om Ribe i Danmark, nära Mandø, är ett informationscentrum, som drivs av organisationen "Fonden for Vadehavscentret". Dess syfte är att öka kunskapen om och förståelsen för Vadehavet och det omgivande marsklandet.
Den första etappen av en ombyggnad blev klar 2017 och den andra 2021. Vadehavscentret fick efter första etappen 2017 priset som Årets Byggeri i Danmark. Det ombyggda museet ritades av Dorte Mandrup, och blev till  blev till i samarbete mellan Esbjergs kommun, A.P. Møller og Hustru Chastine Mc-Kinney Mærsk Møllers Fond til almene Formaal, Arbejdsmarkedets Feriefond, Friluftsrådet, Louis Petersens Legat, Augustinusfonden och Realdania. 
Vadehavscentret är ett av de danska statsstödda vetenskapspedagogiska aktivitetscentra.

## Bildgalleri

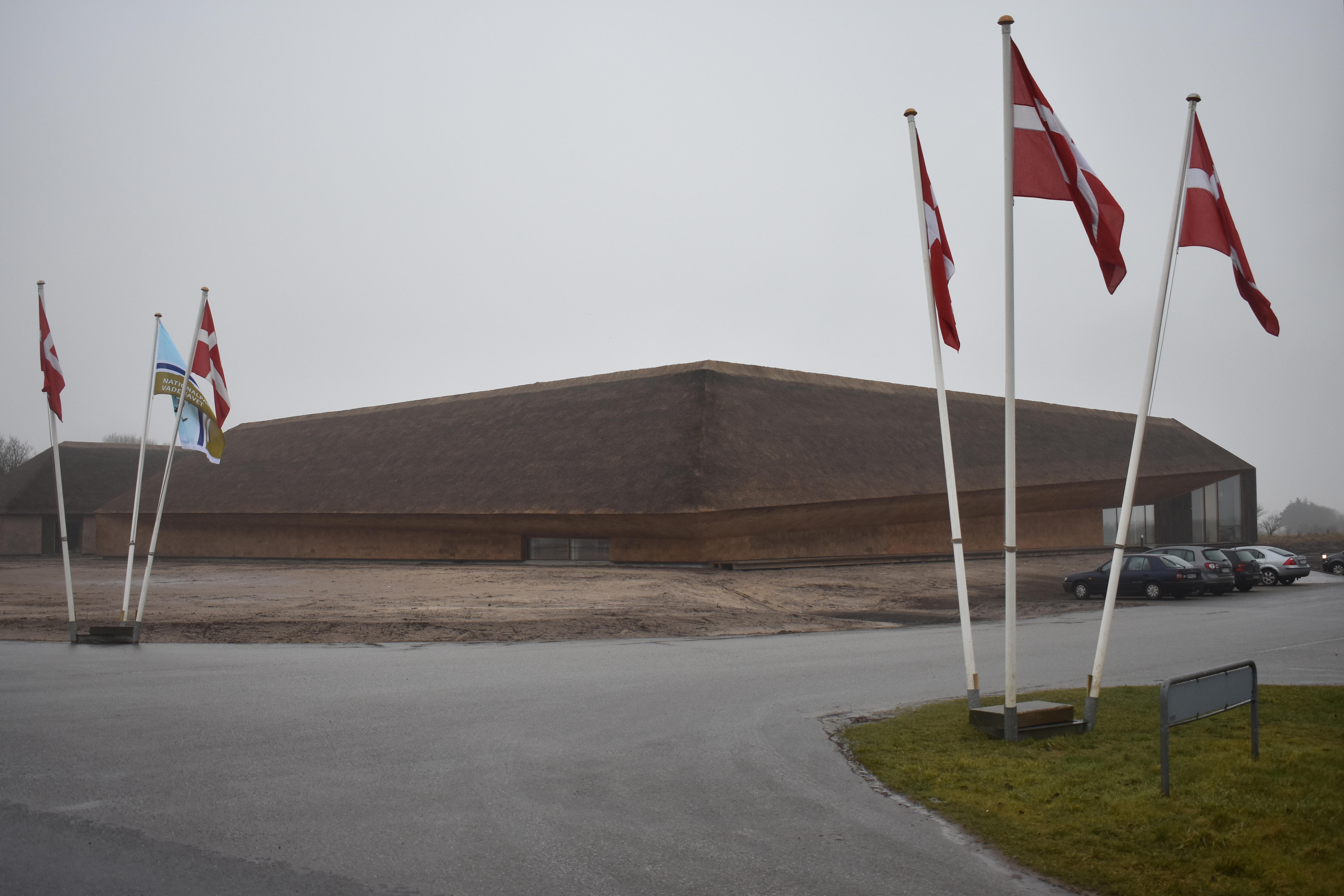
Helhetsbild
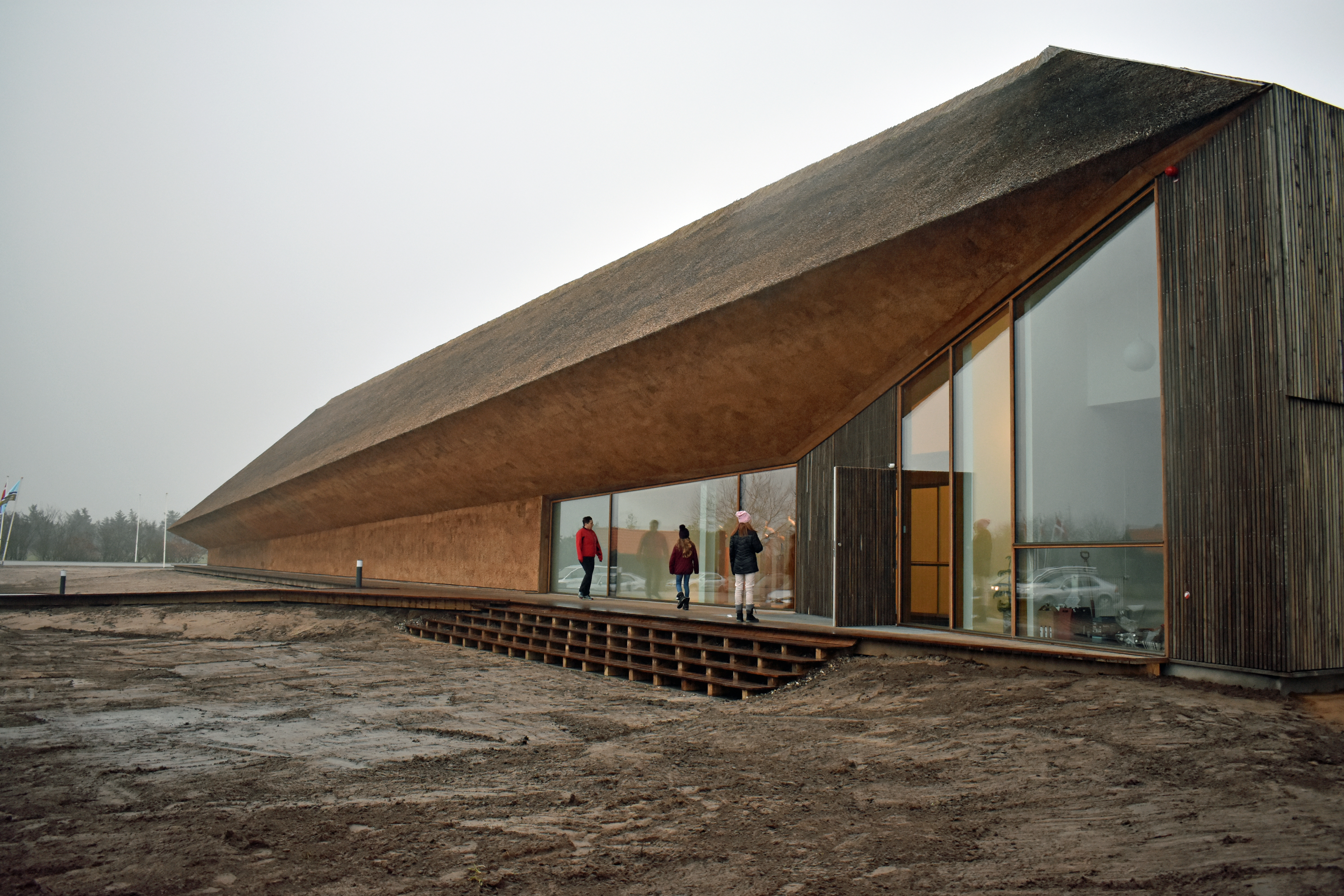
Vadehavscentrets ingång
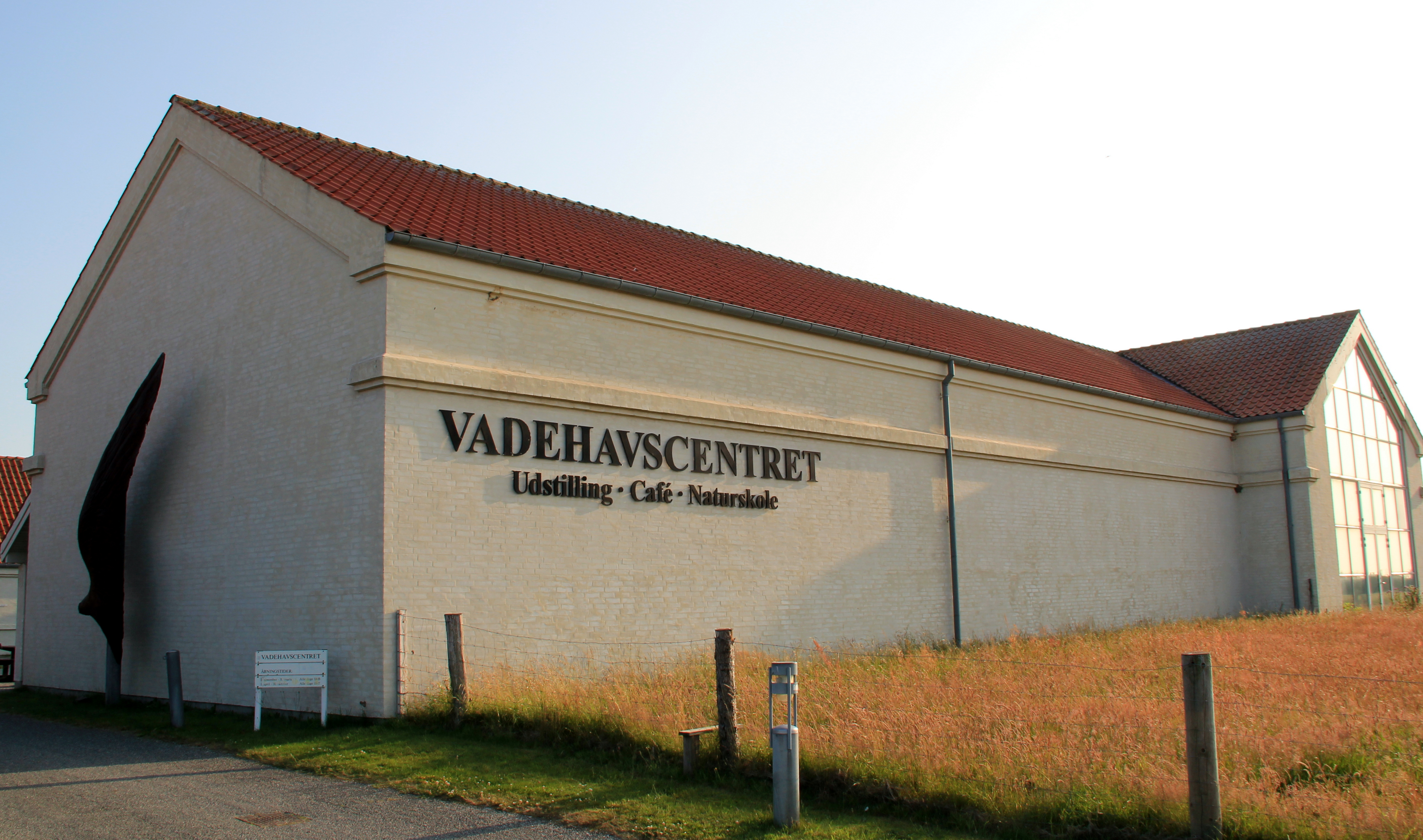
Vadehavscentrets huvudbyggnad, 2013